# Safet Pašalić
Safet Pašalić (Brčko, 14. kolovoza 1907. – Sarajevo, 15. kolovoza 1987.), bosanskohercegovački glumac.

## Životopis
Safet Pašalić je rođen u Brčkom, 1907. godine. Nakon gimnazijskog obrazovanja upisao je Trgovačku akademiju u Brčkom. Gostovanje trupe Miše Miloševića u rodnom gradu omogućit će mu prve korake na pozornici, koje će ostvariti kreirajući malu ulogu Komesara u Totovom komadu Seoska lola. 
Safet Pašalič je potom igrao u trupi Stojana Živanovića, pa potom Roberta Matijevića – Mateka, ali je svoj razvoj vezao i za Putujuće kazalište Bore Danitija. U tom periodu Pašalić biva tražen kao tražen glumac. Provodi šest godina u različitim putujućim družinama, a prvi stalni teatarski angažman dobiva 1935. godine u Narodnom kazalištu u Skoplju. Narednu godinu provodi u teatru na Cetinju, a potom slijede angažmani u Banjoj Luci i Novom Sadu. U Novom Sadu Pašalić pokazuje kvalitete izrazito karakternog glumca. 
Ulogom u predstavi Ismet i Almasa 1941. godine Pašalić je startao kao glumac u Kući na Obali. Tijekom Drugog svjetskog rata ostvaruje uloge u Narodnom kazalištu u Sarajevu, u predstavama: Večera u dvoje, Dva Morića – dva Pašića, Dva načelnika, Učene žene, Dugonja, Trbonja i Vidonja, Mali ljudi, Čarlijeva tetka... Bio je prvi bosanskohercegovački glumac koji je odigrao lik Shakespeareovog Hamleta. Ovu predstavu, u kojoj je Pašalić briljirao kao danski kraljević režirao je Branko Gavella.
Godine 1949. Pašalić odlazi u Mostar i osniva Oblasno Narodno kazalište, u kojem biva angažiran kao intendant, glumac i redatelj. Pašalić će svoju teatarsku misiju u Mostaru završiti 1952., upravo u godini kada Mostar dobiva novu kazališnu zgradu...
Godine 1958. Pašaliću se ukazuje čast da na temelju njegovog dotadašnjeg literarnog rada postane članom Udruge književnika Bosne i Hercegovine. Njegov dramatičarski rad u počecima je vezan za stvaranje dramskih tekstova s Miodragim Žalicom. Tako će nastati drame Rt prema mjesečini, Glumci i rode i Sviće ugašeni dan. On je napisao i libreto za prvi bosanskohercegovački balet, a prema poetskoj prozi Hamze Hume Grozdanin kikot.
Umro je u Sarajevu 1987. godine. Danas se njegovim imenom zovu ulice u Brčkom i Sarajevu.

## Filmografija
- 1975 - Sarajevski atentat
- 1974 - Derviš i smrt
- 1973 - Pjegava djevojka
- 1969 - To
- 1955 - Hanka
- 1954 - Stojan Mutikaša

## Nagrade
- 1957. - Šestotravanjska nagrada grada Sarajeva za ulogu doktora u drami "Galeb" Čehova;
- 1963. - Dvadesetsedmosrpanjska nagrada za životno djelo

## Vanjske povezice
- Safet Pašalić